# Kata artistique
 (août 2019).
Si vous disposez d'ouvrages ou d'articles de référence ou si vous connaissez des sites web de qualité traitant du thème abordé ici, merci de compléter l'article en donnant les références utiles à sa vérifiabilité et en les liant à la section « Notes et références ».
Le kata artistique est un mode d'expression à mi-chemin entre les arts martiaux traditionnels et des disciplines purement artistiques comme la gymnastique acrobatique.
Le pratiquant de kata artistique évolue dans une chorégraphie sur fond musical incluant un certain nombre de degrés de difficulté et de coups de pied stylisés. Les critères de jugement sont les mêmes que pour le kata traditionnel : puissance, vitesse, tonicité, précision, stabilité et charisme.
À cela s'ajoutent des critères de jugement plus proches du patinage artistique : choix musical, expression artistique, créativité et complexité de l'enchaînement. 
La pratique du kata artistique inclut également le travail des armes comme le nunchaku (fléau), les kamas (faucilles), le bō (bâton long), les saïs (tridents) ou les tonfas (matraques). Le nunchaku remporte une certaine popularité en France. Plusieurs clubs d'arts martiaux proposent aujourd'hui des cours axés combat et technique.

Le kata artistique est très populaire aux États-Unis et au Canada, on l'appelle musical forms. Il faudra attendre 2001 et le 1er tournoi "International Martial French Open" pour que la discipline explose en France et en Europe.
Le circuit américain NASKA/North America Sport Karate Association comprend 13 grands tournois nationaux qui regroupent plusieurs centaines de compétiteurs et parfois jusqu'à 10 000 spectateurs ainsi qu'une diffusion en direct sur la chaîne nationale ESPN.

## Histoire
La discipline est apparue aux États-Unis vers la fin des années 1970, tout d'abord sans musique, puis avec un habillage sonore. Les précurseurs de l'époque se nommaient Ernie Reyes Senior, John Cheung ou encore Charlie Lee.
En 1987, le Canadien Jean Frenette révolutionne le kata artistique et devient champion durant 5 années consécutives.
Aux États-Unis, la discipline évolue et se transforme en véritable spectacle. Une nouvelle génération de champions apparaît comme Mike Chat puis Jon Valera, sacré champion du monde à 6 reprises.
À partir de 2001, la discipline prend son essor en France grâce à l'organisation du premier tournoi international d'arts martiaux artistiques, à Paris, Charléty. Les finales se déroulent dans le cadre du prestigieux Festival des Arts Martiaux de Bercy. Le collectif Cascade Demo Team est l'un des pionniers des arts martiaux artistiques en France. Maurice Chan et toute son équipe ont largement contribué à l'essor de cette discipline avec des acteurs incontournables comme Anis Cheurfa, Daren et David Nop ou encore Reda Oumouzoune.  
Les équipes du monde entier ont été invitées à participer avec pas moins d'une vingtaine de délégations différentes (USA, Canada, France, Allemagne, Angleterre, Autriche, Hollande…).
En mars 2002, le tournoi French Open 2 dure 2 jours, accueille les meilleurs démonstrateurs du monde entier et voit la confirmation de plusieurs champions nationaux, comme Delphine Carrère, 6 fois championne de France et vainqueur de la coupe du Monde WKA. Des clubs se créent partout en France et en Europe.
En novembre 2002 un French Open Revenge est organisé, c'est un night-show qui combine spectacle et compétition.
En novembre 2003, Creative Show Event transforme le French Open 3 en tournoi multi-styles, proche des formules de tournoi à l'américaine. En proposant plus de 120 catégories, en insérant des arts martiaux traditionnels et du combat (point fighting et continuous sparring), et en organisant un night-show avec les meilleurs finales.
Le French Open 2004 est organisé à l'INJ (Institut National du Judo) et devient un évènement incontournable ; plus de 75 % des participants viennent de 30 pays. 
La FFKAMA (Fédération Française de Karaté et Disciplines Affinitaires) organise la 1re coupe de France de Karaté Artistique, puis différentes compétitions sur le sol français. Plus tard la fédération de Full-contact créera aussi sa section "musical forms".
Depuis 2009, la FFAMAA organise un circuit de compétition de kata artistique mélant formes musicales, armes et battles de tricking.
Aujourd'hui le kata artistique est reconnu dans la communauté des arts martiaux comme une discipline à part entière, pouvant être pratiquée par tous, à tout âge et selon son niveau.